# 大丽子藤
大丽子藤（学名：Dregea yunnanensis var. major）是夹竹桃科南山藤属丽子藤的变种。分布于中国大陆的云南、四川等地，多生于山地林中，目前尚未由人工引种栽培。